# Perspective de l'Amirauté
La perspective de l'Amirauté (russe : Адмиралте́йский проспект, Admiralteïski prospekt) est une avenue du district de l'Amirauté dans le centre de Saint-Pétersbourg. Elle s'étend de la place du Palais à la place Saint-Isaac.

## Nom
Le 20 avril 1738, le passage a été nommé rue de l'Amirauté (Admiralteïskaïa). En parallèle, il y avait les noms de voie de l'Amirauté (car elle longeait le canal de l'Amirauté), Grande rue (rue Bolchaïa), grande perspective (Bolchoï prospekt), grande perspective de l'Amirauté ( (Bolchoï Admiralteïskil prospekt). Ces noms ont existé jusqu'en 1822, puis la rue n'a pas eu de nom, puisqu'elle faisait partie de la place  .
Le nom moderne de perspective de l'Amirauté (Admiralteïski Prospekt) a été donné le 7 mars 1880. D'octobre 1918 au 13 janvier 1944, elle s'appelait l'avenue Rochal du nom de S. G. Rochal, participant au mouvement révolutionnaire en Russie, président du Conseil des députés ouvriers et soldats de Kronstadt.

## Histoire
La rue a été bâtie dans la première moitié du XVIIIe siècle .
Elle traverse les voies suivantes :
1. Place du Palais
2. Passage du palais
3. Perspective Nevski
4. rue Gorokhovaïa
5. Perspective Voznessenski
6. Place Saint-Isaac

## Bâtiments

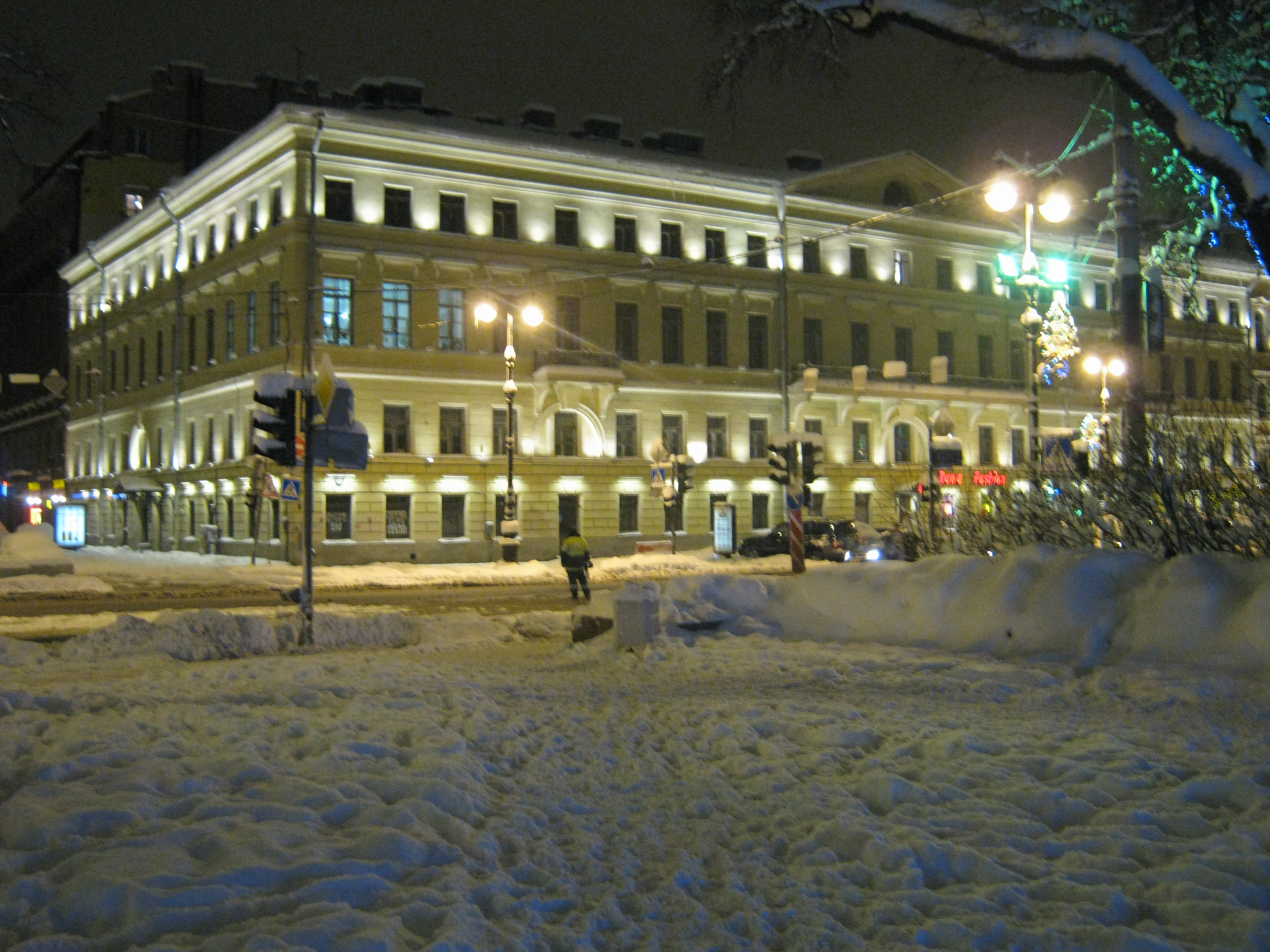
Saint-Pétersbourg, 8 perspective de l'Amirauté (2010).

Avant la révolution, l'administration ferroviaire Armavir-Touapsé était située au numéro 8.
- Hôtel particulier Vietinghoff (bâtiment 6/2)
- Palais Lobanov-Rostovski

## Liens
1. 1 2 3  Топонимическая энциклопедия Санкт-Петербурга. — СПб.: Информационно-издательское агентство ЛИК, 2002. — С. 39—40

## Littérature
- (ru) Горбачевич К. С., Khablo E.P. Pourquoi sont-ils nommés ainsi ? À propos de l'origine des noms de rues, places, îles, rivières et ponts de Léningrad. - 3e éd., Rév. et ajouter. - L. : Lenizdat, 1985. - DE. 21-22. - 511 de.
- (ru) Горбачевич К. С., Khablo E.P. Pourquoi sont-ils nommés ainsi ? A propos de l'origine des noms de rues, places, îles, rivières et ponts de Saint-Pétersbourg. - 4e éd., Rév. - SPb. : Norint, 1996. - DE. 13-14. - 359 de. -  (ISBN 5-7711-0002-1) .
- (ru) Городские имена сегодня и вчера: Петербургская топонимика / comp. S.V. Alexeïeva, A.G. Vladimirovitch, A.D. Erofeïev et autres. - 2e éd., Rév. et ajouter. - SPb. : Lèche, 1997. - DE. vingt. - 288 de. - (Trois siècles de Palmyre septentrionale). -  (ISBN 5-86038-023-2) .
- Rues N.I. Koudriavtsev - Saint-Pétersbourg 1998. - P. 8

## Liens
- Обзор зданий улицы на сайте Citywalls